# Dunlap’s Creek Bridge
Die Dunlap’s Creek Bridge ist die älteste eiserne Bogenbrücke in den Vereinigten Staaten. Sie steht in Brownsville, Pennsylvania und überführt die Market Street über den Dunlap’s Creek. Ursprünglich Teil der National Road wurde die 1838 fertiggestellte Brücke bereits vom U.S. Highway 40 nicht mehr benutzt, dient aber nach wie vor dem lokalen Verkehr. Die Brücke ist als Denkmal im National Register of Historic Places aufgeführt sowie als bedeutendes Ingenieurbauwerk auf der Liste der Historic Civil Engineering Landmarks aufgeführt.

## Geschichte
Die Brücke wurde im Verlauf der letzten Sanierung der National Road durch die Bundesregierung gebaut, bevor die Straße durch den U.S. Highway 40 ersetzt wurde und als lokale Straße an den Bundesstaat Pennsylvania überging. Der Dunlap’s Creek bei Brownsville war eine besondere Herausforderung, denn es war mindestens die fünfte Brücke, die an dieser Stelle gebaut wurde.
Hauptmann Richard Delafield führte die Genietruppe, welche die Aufgabe hatte, die neue Brücke an Stelle der alten morschen Holzbrücke von 1825 zu bauen. Delafield empfahl den Vorgesetzten, die neue Brücke aus Eisen zu bauen. Der Baustoff wurde zuvor bereits von den Briten im späten 18. Jahrhundert für den Brückenbau eingesetzt, wurde zuvor aber noch nie in den Vereinigten Staaten verwendet. Das gängige Baumaterial für Brücken war Stein, was aber in der Gegend nicht in genügend guter Qualität zur Verfügung stand. Holz wollte Delafield auch nicht verwenden, weil es leicht verrottete oder durch Feuer zerstört wurde.
Die Eisenteile der Brücke konnten in den lokalen Gießereien hergestellt werden, die hauptsächlich Teile für die Flussdampfer herstellten. Der Bau der Brücke begann 1836, bis 1837 hatten die Gießereien bereits 300.000 Pfund (ca. 136 t) Teile hergestellt. Die Brücke konnte 1838 dem Verkehr übergeben werden, letzte Details wie Geländer wurden erst ein Jahr später fertiggestellt. 1921 wurde die Brücke mit seitlich an das bestehende Tragwerk angebauten Bürgersteigen versehen.

## Bauwerk
Das Tragwerk besteht aus fünf Bögen, die aus mehreren röhrenförmigen Hohlkörpern ovalen Querschnitts zusammengeschraubt sind. Auf den Bögen stehen Fachwerkwände, welche die eisernen Bodenplatten tragen. Der Makadam-Belag der Fahrbahn wurde direkt auf die Eisenplatten aufgebracht.